# Хилл, Артур, 7-й маркиз Дауншир
Артур Уиллс Перси Веллингтон Бланделл Трамбулл Хилл, 7-й маркиз Дауншир (англ. Arthur Wills Percy Wellington Blundell Trumbull Hill, 7th Marquess of Downshire; 7 апреля 1894 — 28 марта 1989) — англо-ирландский пэр. Он жил в основном в семейном поместье Истемпстед-парк на территории 5000 акров в Беркшире, пока поместье не было продано Совету графства Беркшир после Второй мировой войны. До 1920-х годов он был последним маркизом, имевшим связь с семейным особняком и поместьем, площадью 115 000 акров в Хиллсборо, графство Даун.

## Биография
Родился 7 апреля 1894 года. Старший сын Артура Хилла, 6-го маркиза Дауншира (1871—1918), и Кэтрин Мэри («Китти») Хар (1872—1959), дочери достопочтенного Хью Генри Хара (1839—1927) и Джорджианы Кэролайн Браун (? — 1920), внучке Уильяма Хара, 2-го графа Листоуэла.
У него были младшие брат и сестра: лорд Артур Фрэнсис Генри Хилл (1895—1953) и леди Кэтлин Нина Хилл (1898—1960). Также у него был сводный брат, Роберт Лейкок (1907—1968), сын Джозефа (Джо) Лейкока и Кэтрин Мэри, которая вышла замуж за Лейкока в 1902 году после того, как развелась с 6-м маркизом Даунширом из-за своего прелюбодеяния с Джо Лейкоком.
Артур Хилл получил образование в Итонском колледже. Во время Первой мировой войны он служил в Британском Красном Кресте и получил чин лейтенанта в Беркширском йоменском полку.
29 мая 1918 года после смерти своего отца Артур Хилл унаследовал титулы 7-го маркиза Дауншира, 8-го барона Хилла из Килварлина, 8-го виконта Хиллсборо, 7-го графа Хиллсборо, 7-го виконта Фэрфорда, 7-го виконта Килварлина и 7-го лорда Хариджа.
23 июня 1953 года маркиз Дауншир женился на Норин Барракло, дочери Уильяма Барракло. Для Норин, ставшей маркизой Дауншир, это был уже четвертый брак.
Бездетный Артур Хилл, 7-й маркиз Дауншир, скончался 28 марта 1989 года в возрасте 94 лет, и его преемником на посту 8-го маркиза стал его племянник Робин Хилл, 8-й маркиз Дауншир.